# آبشار بوتدال
آبشار بوتدال (به انگلیسی: Butedale Falls) آبشاری است که در بریتیش کلمبیا، کانادا واقع شده و ارتفاع کلی ریزشگاه آن ۳۱۵ فوت (۹۶ متر) است.